# Karlheinz Klotz
Karlheinz Klotz, född den 10 mars 1950 i Neureut, Tyskland, är en västtysk friidrottare inom kortdistanslöpning.
Han tog OS-brons på 4 x 100 meter vid friidrottstävlingarna 1972 i München.